# Stanisław Grzelak
Stanisław Grzelak (nascido em 12 de maio de 1920) foi um ex-ciclista profissional polonês. Venceu a edição de 1947 da competição Volta à Polônia.